# Olynthus
Genre
Olynthus est un genre d'insectes lépidoptères de la famille des Lycaenidae et de la sous-famille des Theclinae présents en Amérique.

## Dénomination
Le genre a été décrit par Jacob Hübner en 1819.

## Liste des espèces
- Olynthus avoca (Hewitson, 1867) présent au Brésil et en Guyane.
- Olynthus essus (Herrich-Schäffer, [1853]) présent  au Brésil, au Surinam et en Guyane.
- Olynthus fancia (Jones, 1912) présent au Brésil.
- Olynthus fulvoventris Austin & Johnson, 1998 présent au Brésil et en Guyane.
- Olynthus hypsea (Godman & Salvin, [1887]) présent à Panama et en Colombie
- Olynthus lorea (Möschler, 1883) présent  au Brésil, au Surinam et en Guyane.
- Olynthus narbal (Stoll, [1790]) présent au Venezuela, au Surinam et en Guyane.
- Olynthus negrus Austin & Johnson, 1998 présent au Brésil et en Guyane.
- Olynthus nitor (Druce, 1907) présent au Brésil et en Guyane.
- Olynthus obsoleta (Lathy, 1926) présent au Brésil.
- Olynthus ophelia (Hewitson, 1867)  présent en Bolivie, au Brésil et en Guyane.
- Olynthus ostia (Hewitson, 1867) présent au Brésil.
- Olynthus porphyreticus (Druce, 1907)présent au Pérou.
- Olynthus punctum (Herrich-Schäffer, [1853])  présent en Colombie, au Brésil, au Surinam et en Guyane[1],[2].

## Répartition
Les Olynthus sont présents en Amérique du Sud.